# Cornelis i Saltis
Cornelis i Saltis är ett livealbum av Cornelis Vreeswijk, inspelat inför en publik om 500 personer i Saltsjöbadens Samskola den 31 mars 1967. Bland annat framförde han en holländsk version av Alf Hambes låt "Säg, vad blir det av oss", sedan fick Alf Hambe själv komma upp på scenen och sjunga originalet, ackompanjerad av Cornelis Vreeswijk. Konserten spelades in och år 2004 gav Cornelis Vreeswijksällskapet ut konserten på CD. 

## Låtlista
Alla sångerna är skrivna av Cornelis Vreeswijk om inte annat anges.
1. Visa i vinden
2. Milan (Cornelis Vreeswijk/Helmer Grundström)
3. Telegram för en tennsoldat
4. Waar gaan wij naar toe na onze dood (Alf Hambe/Cornelis Vreeswijk)
5. Säg, vad blir det av oss (Alf Hambe)
6. Esmaralda
7. Balladen om Fredrik Åkare
8. Telegram för Lucidor
9. Perfect Time Killer
10. Polaren Per hos polisen
11. Får jag presentera Fiffiga Nanette?
12. Lasse liten blues

## Medverkande musiker
- Cornelis Vreeswijk – sång, gitarr
- Alf Hambe – sång (spår 5)